# Toby Alderweireld
Tobias Albertine Maurits „Toby” Alderweireld (wym. [ˈtɔ.bi ˌɑɫ.dər.ˈʋɪ:.rəɫt]; ur. 2 marca 1989 w Wilrijk) – belgijski piłkarz, występujący na pozycji obrońcy w belgijskim klubie Royal Antwerp. W latach 2009-2023 reprezentant Belgii. Brązowy medalista Mistrzostw Świata 2018. Uczestnik Mistrzostw Świata 2014 i 2022 oraz Mistrzostw Europy 2016 oraz 2020.
W swojej karierze występował również w takich klubach jak: Tottenham Hotspur, Atlético Madryt, Ajax Amsterdam, Southampton czy Al-Duhail SC.

## Kariera

### Kariera klubowa
Toby Alderweireld jest wychowankiem Germinalu Beerschot Antwerpia. W 2004 roku trafił do drużyny młodzieżowej Ajaksu Amsterdam. W 2007 roku podpisał pierwszy profesjonalny kontrakt z Ajaksem. Do kadry pierwszego zespołu dołączył w 2008 roku. W rozgrywkach Eredivisie zadebiutował 18 stycznia 2009 w meczu przeciwko NEC Nijmegen (4:2 dla Ajaksu), zmieniając w 83. minucie Miralema Sulejmani. W 2011 oraz 2012 roku wraz z klubem świętował zdobycie mistrzostwa Holandii. 31 sierpnia 2013 przeniósł się do Atletico Madryt. 8 lipca 2015 roku podpisał 5-letni kontrakt z Tottenhamem Hotspur.

#### Statystyki klubowe
| Sezon     | Klub              | Liga               | Mecze | Gole |
| --------- | ----------------- | ------------------ | ----- | ---- |
| 2008/2009 | AFC Ajax          | Eredivisie         | 5     | 0    |
| 2009/2010 | AFC Ajax          | Eredivisie         | 31    | 2    |
| 2010/2011 | AFC Ajax          | Eredivisie         | 26    | 2    |
| 2011/2012 | AFC Ajax          | Eredivisie         | 29    | 1    |
| 2012/2013 | AFC Ajax          | Eredivisie         | 32    | 2    |
| 2013/2014 | AFC Ajax          | Eredivisie         | 4     | 0    |
| 2013/2014 | Atlético Madryt   | Primera División   | 12    | 1    |
| 2014/2015 | Southampton       | Premier League     | 26    | 1    |
| 2015/2016 | Tottenham Hotspur | Premier League     | 38    | 4    |
| 2016/2017 | Tottenham Hotspur | Premier League     | 30    | 1    |
| 2017/2018 | Tottenham Hotspur | Premier League     | 14    | 0    |
| 2018/2019 | Tottenham Hotspur | Premier League     | 34    | 0    |
| 2019/2020 | Tottenham Hotspur | Premier League     | 33    | 2    |
| 2020/2021 | Tottenham Hotspur | Premier League     | 25    | 1    |
| 2021/2022 | Al-Duhail         | Qatar Stars League | 20    | 0    |

### Kariera reprezentacyjna
Alderweireld reprezentował belgijskie kadry juniorskie U-15, U-16, U-17, U-18 i U-19. W latach 2009–2010 był reprezentantem młodzieżowej reprezentacji kraju. W seniorskiej reprezentacji Belgii zadebiutował 29 maja 2009 w meczu przeciwko Chile (1:1), który rozegrany został w Chibie.

## Sukcesy

### Ajax
- Mistrzostwo Holandii: 2010/2011, 2011/2012, 2012/2013
- Puchar Holandii: 2009/2010
- Superpuchar Holandii: 2013

### Atlético Madryt
- Mistrzostwo Hiszpanii: 2013/2014
- Finalista Ligi Mistrzów UEFA: 2013/2014

### Tottenham Hotspur
- Finalista Ligi Mistrzów UEFA: 2018/2019

### Reprezentacyjne
- 3. miejsce na Mistrzostwach świata: 2018

### Indywidualne
- Talent roku w AFC Ajax: 2010
- Drużyna Roku PFA w Premier League: 2015/2016
- Drużyna sezonu Ligi Europy UEFA: 2015/2016
- Gracz roku w Tottenham Hotspur: 2015/2016